# Kandalica
Kandalica (cyr. Кандалица) – wieś w Serbii, w okręgu zajeczarskim, w gminie Knjaževac. W 2011 roku liczyła 25 mieszkańców.